# Pepetela
Artur Carlos Maurício Pestana dos Santos, conhecido pelo pseudónimo de Pepetela (Benguela, 29 de outubro de 1941), é um escritor angolano.
A sua obra reflete sobre a história contemporânea de Angola, e os problemas que a sociedade angolana enfrenta. Durante a longa guerra, Pepetela, angolano de ascendência portuguesa, lutou juntamente com o MPLA (Movimento Popular de Libertação de Angola) para a libertação da sua terra natal. O seu romance, Mayombe, retrata as vidas e os pensamentos de um grupo de guerrilheiros durante aquela guerra. Yaka segue a vida de uma família colonial na cidade de Benguela ao longo de um século, e A Geração da Utopia mostra a desilusão existente em Angola depois da independência. A história angolana antes do colonialismo também faz parte das obras de Pepetela, e pode ser lida em A Gloriosa Família e Lueji. A sua obra nos anos 2000 critica a situação angolana, textos que contam com um estilo satírico incluem a série de romances policiais denominada Jaime Bunda. As suas obras recentes também incluem Predadores, uma crítica áspera das classes dominantes de Angola, O Quase Fim do Mundo, uma alegoria pós-apocalíptica, e O Planalto e a Estepe, que examina as ligações entre Angola e outros países ex-comunistas. Licenciado em Sociologia, Pepetela é docente da Faculdade de Arquitectura da Universidade Agostinho Neto em Luanda.

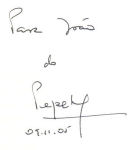
Autógrafo do Escritor Pepetela

## Vida
Pepetela é descendente de uma família de portugueses nascidos em Angola. Concluiu o ensino primário na sua cidade natal e depois partiu para o Lubango, onde havia escola do ensino secundário, frequentando o Liceu Diogo Cão. O escritor cresceu num ambiente da classe média, mas frequentou uma escola primária com crianças de várias raças e classes. Ele diz que a cidade de Benguela lhe proporcionou mais oportunidades para conhecer angolanos de todas as raças porque era a cidade angolana mais multirracial daquela época.[carece de fontes?] Durante a adolescência, um tio que era jornalista apresentou-lhe uma variedade de pensadores da esquerda. Durante os anos no liceu no Lubango, Pepetela também foi influenciado por um padre chamado Noronha, cuja orientação política também era de esquerda, que o mantinha a par da revolução em Cuba e outros eventos contemporâneos.
Em Lisboa Pepetela frequentou, a partir de 1958, o curso de engenharia no Instituto Superior Técnico, mudando em 1960 para o curso de letras na Universidade de Lisboa. Já em 1961, Pepetela faz a opção política que viria a mudar o rumo da sua vida e a marcar toda a sua obra, tornando-o um narrador de uma história de Angola que conhece. Pepetela tornou-se militante do MPLA em 1963.

## Experiência na guerra e primeiras obras
Quando Pepetela se tornou militante, fugiu de Portugal para Paris e, posteriormente, estabeleceu-se em Argel. Foi ali que ele conheceu Henrique Abranches, com quem trabalhou no Centro de Estudos Angolanos. Este Centro virou o ponto focal do trabalho do jovem Pepetela ao longo da próxima década. Pepetela, Abranches, e outros trabalharam na documentação da cultura e sociedade angolanas, e na propaganda das mensagens do MPLA ao exterior. Durante a sua época em Argel, Pepetela escreveu o seu primeiro romance, Muana Puó, uma obra que examinou a situação angolana através da metáfora das máscaras dos Côkwes, uma etnia de Angola. Pepetela não pretendia publicar o romance, mas acabou por fazê-lo em 1978, durante o seu serviço no governo angolano. Em 1969, o Centro de Estudos Angolanos mudou de Argel para Brazzaville, na República do Congo. Depois desta mudança Pepetela começou a participar na luta armada contra os portugueses. A experiência na luta serviu como a inspiração para uma das suas obras mais reconhecidas, uma narrativa da guerra intitulada Mayombe.
O primeiro romance do Pepetela foi publicado em 1972, com o título As Aventuras de Ngunga. Foi uma obra literária que ele escreveu para um público pequeno de universitários. Na obra, Pepetela analisa o crescimento revolucionário de Ngunga, um jovem guerrilheiro do MPLA, usando um tom épico e didático. O romance introduz o leitor aos costumes, à geografia e à psicologia de Angola. Pepetela cria um diálogo entre a tradição angolana e ideologia revolucionária, debatendo quais tradições devem ser alimentadas, e quais devem ser alteradas. As Aventuras… é um romance que exemplifica a carreira iniciante de Pepetela, manifestando um amor profundo por Angola, um desejo de examinar a história e a cultura do país, um espírito revolucionário, e um tom didático. O romance também é interessante porque foi escrito e publicado enquanto o autor lutou contra os portugueses na Frente Leste. Embora Pepetela escrevesse Muana Puó e Mayombe durante o seu serviço de guerrilheiro, só depois da independência foram publicados.
Com a independência de Angola em 1975, Pepetela se tornou Vice Ministro da Educação no governo do presidente Agostinho Neto. O autor exerceu o mandato por sete anos e se aposentou em 1982 para se dedicar a sua escrita. Durante esta época, Pepetela teve o apoio do presidente Neto para publicar dois de seus romances, incluindo Mayombe. A sua escrita se diversificou com a publicação de duas peças de teatro que tratavam da história angolana e das políticas revolucionárias. Nos anos 70, Pepetela foi membro da diretoria da União dos Escritores Angolanos.
As peças de Pepetela refletem os temas presentes nAs Aventuras de Ngunga. A primeira, A Corda foi a primeira peça de longa duração publicada em Angola pós-independência. É uma peça que a crítica Ana Mafalda Leite descreve como didática, ideológica, e de pouco interesse literário. A peça tem um ato, e apresenta dois grupos de pessoas jogando tug of war com Angola como o prêmio. Um grupo representa os americanos e os seus clientes angolanos, e o outro representa os guerrilheiros do MPLA. A outra peça, A Revolta na Casa dos Ídolos, explora o passado de Angola, criando um paralelo entre o reino dos Kongos nos 1500, e a luta pela independência de Angola.

### Obras publicadas nos anos 80 e a saída do governo
Como já mencionado, Pepetela publicou vários romances durante o seu serviço no governo de Agostinho Neto. Destes romances, Mayombe é o mais conhecido. O romance retrata a vida guerrilheira do autor nos anos 70, e funciona em dois níveis; um em que se exploram os pensamentos e as dúvidas dos personagens, e um outro que se ilustram as ações dos guerrilheiros. Ana Mafalda Leite considera o romance uma obra simultâneamente crítica e heroica, ambos tentando destacar a diversidade étnica supostamente celebrada pelo MPLA e ilustrar as divisões tribais presentes na sociedade angolana que por fim levariam à guerra civil. Leite também escreve que o romance exibe um conflito que define a fundação da pátria.
Depois da sua saída do governo ao fim de 1982, Pepetela dedicou-se exclusivamente à escrita, começando a sua obra mais ambiciosa, Yaka. Yaka, publicada em 1984, é um romance histórico que examina as vidas de uma família de colonistas portuguesas que vieram a Benguela no século XIX. Um desejo para pesquisar as suas origens pode ser visto na escolha da temática do Pepetela, que é descendente de portugueses de Benguela. Como Muana Puó, Yaka incorpora objetos espirituais tradicionais de Angola na sua narrativa. Onde o primeiro romance enfoca nas máscaras, Yaka emprega a metáfora de uma escultura de madeira utilizada pelos yakas, organizações sociais dedicadas à prosecução da guerra. Ana Mafalda Leite escreve que a Yaka simboliza a consciência de valores tradicionais e o espírito da nacionalidade. Em 1986, o livro ganhou o prêmio nacional de literatura.
Ele continuou escrevendo ao longo da década, publicando em 1985 O Cão e os Caluandas, um romance que analisa os habitantes de Luanda e as mudanças que eles viveram desde a independência. O romance é notável pelo seu uso de os vagamentos por Luanda de um pastor-alemão para estruturar a sua narrativa, e o seu emprego de várias vozes narrativas. Em 1989, publicou Lueji, uma obra que contem paralelos com A Revolta na Casa dos Ídolos, ambas as obras comparando a história angolana e a situação contemporânea. O romance justapõe a princesa Lueji, uma figura importante na história angolana, com uma bailarina que dança o papel de Lueji num balé contemporâneo. As vidas das duas mulheres eventualmente se encaixam. No romance, Pepetela recria a história de Angola no século XVIII, um projeto que ele fazia de novo com o século XVII no seu romance de 1997, A Gloriosa Família.

## Novas direções literárias e Prémio Camões
Na década de 1990, a escrita de Pepetela continuava a exibir interesse na história de Angola, mas também começou a examinar a situação política do país com um maior sentido de ironia e criticismo. O seu primeiro romance da década, A Geração da Utopia de 1992, confronta muitos problemas já explorados em Mayombe, mas da perspectiva da realidade de Angola pós-independência. A guerra civil angolana e corrupção intensa no governo levou a um questionamento dos valores revolucionários promulgados no romance mais velho. Ana Mafalda Leite descreve o romance como uma obra que é muito distante dos valores heroicos de Mayombe. O enredo do livro, que se passa em três décadas, é dividido em quatro partes, cada uma analisando um aspecto importante do séc XX em Angola, incluindo a opressão colonial, a guerra de libertação, a guerra civil, e a pausa curta na guerra que ocorreu no início dos anos 90. O interesse em história continua evidente no livro, mas o criticismo do estabelecimento angolano foi algo novo que surgiria no futuro.
O seu próximo romance da década, O Desejo de Kianda, publicado em 1995, seguiu manifestando a desilusão exibido na A Geração de Utopia. O romance utiliza o realismo-mágico, um estilo que Pepetela ainda não utilizava muito, apresentando uma situação onde vários prédios em Luanda caem na praça Kinaxixi, com todos os habitantes sobrevivendo. A heroina, uma personagem chamada Carmina Cara de Cu, sai da sua carreira no governo e se torna um traficante de armas. Num ensaio comparando a caída dos prédios no romance aos atentados de 11 de setembro, 2001, Philip Rothwell escreve que o livro continua "o retrato profundo e condenador de uma utopia traída". No ano seguinte o autor publicou um romance de um gênero diferente, A Gloriosa Família. Esta obra examina a história da família Van Dúnem, uma família proeminente de descendência holandesa. Pepetela passou anos pesquisando a história dos flamengos em Angola para escrever o romance. Esta obra não manifesta o tom cínico e desiludido dos seus outros livros na década. É um romance histórico com um tom épico que também emprega realismo mágico. Embora o romance não caiba dentro da maioria da obra do autor, a fascinação com história angolana se cristaliza melhor neste livro.
A situação política piorou em Angola ao longo da década de 1990, e Pepetela passou mais e mais tempo em Lisboa e no Brasil. Porém, tornou-se muito mais reconhecido no mundo lusófono. Em 1997, foi galardoado com o Prémio Camões pelo conjunto da sua obra. Pepetela foi o primeiro autor angolano e segundo autor africano a ser distinguido com este prêmio prestigioso. Foi o autor mais jovem a receber este prémio. Quando abandonou a vida política, Pepetela optou pela carreira de docente na Faculdade de Arquitectura, em Luanda, dando aulas de sociologia. Nunca abandona o ensino, embora se mantenha como escritor a tempo inteiro.

## Sátira e horizontes estrangeiros no milénio novo
Pepetela continua como um escritor prolífico na décadas dos 2000. A sua obra tem apropriada uma voz satírica na série de romances denominada Jaime Bunda, livros policiais que satirizam a vida em Luanda na década nova. Stephen Henighan escreve que o personagem de Jaime Bunda, um detetivo vacilante com raízes em duas das famílias angolanas mais prominentes, representa as mudanças que aconteceram na população dos crioulos em Luanda. Em vez de representar a vanguarda revolucionária que criará uma nova identidade angolana, agora os crioulos de Luanda representam uma oligarquia kleptocrata na série Jaime Bunda, cujo nome provém das suas nádegas enormes, é uma paródia de James Bond. O personagem é obcecado com os filmes James Bond e romances policiais norte-americanos, um aspecto que Henighan descreve como ilustrativo de elementos do subdesenvolvimento de Angola. No primeiro dos dois romances, Jaime Bunda, Agente Secreto, publicado em 2001, o protagonista investiga um assassinato e estupro que levam a um falsificador sul-africano chamado Karl Botha, uma alusão ao ex-primeiro-ministro sul-africano P.W. Botha, que autorizou a intervenção sul-africana em Angola em 1975. O segundo romance, Jaime Bunda e a Morte do Americano, publicado em 2003, tem lugar em Benguela em vez de Luanda, e se trata da influência norte-americana em Angola, em que Jaime Bunda investiga o assassinato de um norte-americano e tenta seduzir uma agente do FBI. O romance apresenta a crítica de Pepetela da política exterior dos Estados Unidos, com o comportamento pesado da polícia angolana refletindo a maneira como os norte americanos trataram os suspeitos de terrorismo durante o mesmo período. Os romances foram publicados pela companhia Dom Quixote, e eram extramamente populares em Portugal, também tendo êxito em outros países europeus como Alemanha, onde Pepetela era desconhecido antes.
Pepetela também publicou outros tipos de livro durante a década. O seu primeiro livro publicado nos 2000 foi A Montanha de Água Lilás, de 2000, um livro para crianças que comenta sobre as raízes de injustiça social. Em 2005, depois do sucesso dos livros Jaime Bunda, publicou Predadores, a sua crítica mais mordaz sobre as classes poderosas de Angola. O romance acontece em Angola pós-independência, e segue a vida de Valdimiro Caposso, um funcionário público que se torna homem de negócios. Igor Cusack descreve o protagonista como um mafioso assassino que "mora num mar de tubarões semelhantes". Portanto que começou a sua crítica dos novos ricos em Angola com A Geração da Utopia, é evidente na série Jaime Bunda e no Predadores que a temática tem virado dominante na obra do autor.
Os últimos anos da década dos 2000 exibem uma continuação da carreira prolífica do autor, com romances estreando em 2007, 2008, e 2009. O romance de 2007, O Terrorista de Berkeley, Califórnia, tem lugar nos Estados Unidos, e tem pouca ligação com Angola. O livro se trata das atitudes atuais sobre terrorismo e também de aspectos da tecnologia presente na sociedade moderna. Como vários outros romances dele, Pepetela disse numa entrevista recente que ele nunca pretendeu publicar o romance. O seu próximo romance, O Quase Fim do Mundo, também foi escrito como um exercício pessoal. É uma obra que atinge o gênero de science fiction, retratando os desafios que os sobreviventes de um desastre confrontam. Os personagens sobrevivem num pequeno pedaço da África que Pepetela enfatize que é perto do suposto berço da humanidade. Eles precisam de criar um novo tipo de mundo. O livro segue a tendência iniciada no O Terrorista... porque não tem lugar em Angola, nem lida explicitamente com a realidade angolana. O seu último romance da década, O Planalto e a Estepe, embora lide com Angola, continua refletir a internacionalização da temática do autor na última década. O livro conta o namoro entre um angolano branco e uma mongol que se conheceram enquanto estudavam em Moscou. O romance volta à temática presente nas obras antigas de Pepetela, em particular, o descobrimento de Angola através da sua natureza. Este descobrimento é mostrado na narração da infância do Júlio, um dos protagonistas, na província de Huíla.

## Obras

### Livros de Romances
1972 — As Aventuras de Ngunga
1978 — Muana Puó
1979 — Mayombe
1985 — O Cão e os Caluandas
1985 — Yaka
1990 — Lueji
1992 — Geração da Utopia
1995 — O Desejo de Kianda
1997 — Parábola do Cágado Velho
1997 — A Gloriosa Família
2000 — A Montanha da Água Lilás
2001 — Jaime Bunda, Agente Secreto
2003 — Jaime Bunda e a Morte do Americano
2005 — Predadores
2007 — O Terrorista de Berkeley, Califórnia
2008 — O Quase Fim do Mundo
2008 — Contos de Morte
2009 — O Planalto e a Estepe
2011 — A Sul. O Sombreiro
2013 — O Tímido e as Mulheres
2016 — Se o Passado Não Tivesse Asas
2018 — Sua Excelência de Corpo Presente, Prémio Correntes de Escrita

### Peças
1978 — A Corda
1980 — A Revolta da Casa dos Ídolos

### Crónicas
2011 — Crónicas com Fundo de Guerra
2015 — Crónicas Maldispostas

## Prémios
- Prémio Camões em 1997.[22]
- Prémio Correntes de Escrita, em 2020, Sua Excelência de Corpo Presente, publicado em 2018.
- Prémio Rosalía de Castro do Centro PEN Galiza em 2014.[23]

## Outros galardões
- Grau de doutor honoris causa pela Universidade do Algarve, conferido em 28 de Abril de 2010.[24]